# Private Media Group
Private Media Group è una società di produzione e distribuzione di produzioni pornografiche con sede operativa in Irlanda. La Private distribuisce intrattenimento per adulti tramite riviste, DVD, internet e telefonia mobile.

## Storia
Nel 1965 l'imprenditore svedese Berth Milton, Sr. fonda a Stoccolma Private, la prima rivista pornografica a colori al mondo. Nei primi anni novanta suo figlio Berth Milton, Jr. prende il suo posto e sposta il quartier generale della società a Dublin, Ireland, anche se l'azienda è registrata in Nevada, negli Stati Uniti d'America.
Milton inizia a produrre film e contenuti per internet e, nel 1999, Private Media Group diventa la prima società di intrattenimento per adulti ad essere ammessa al NASDAQ, dove era quotata con il simbolo PRVT.
Il 21 marzo 2005 ha lanciato Private Channel, un servizio di trasmissione di film per adulti via satellite e via cavo.